# نماد سویومبو

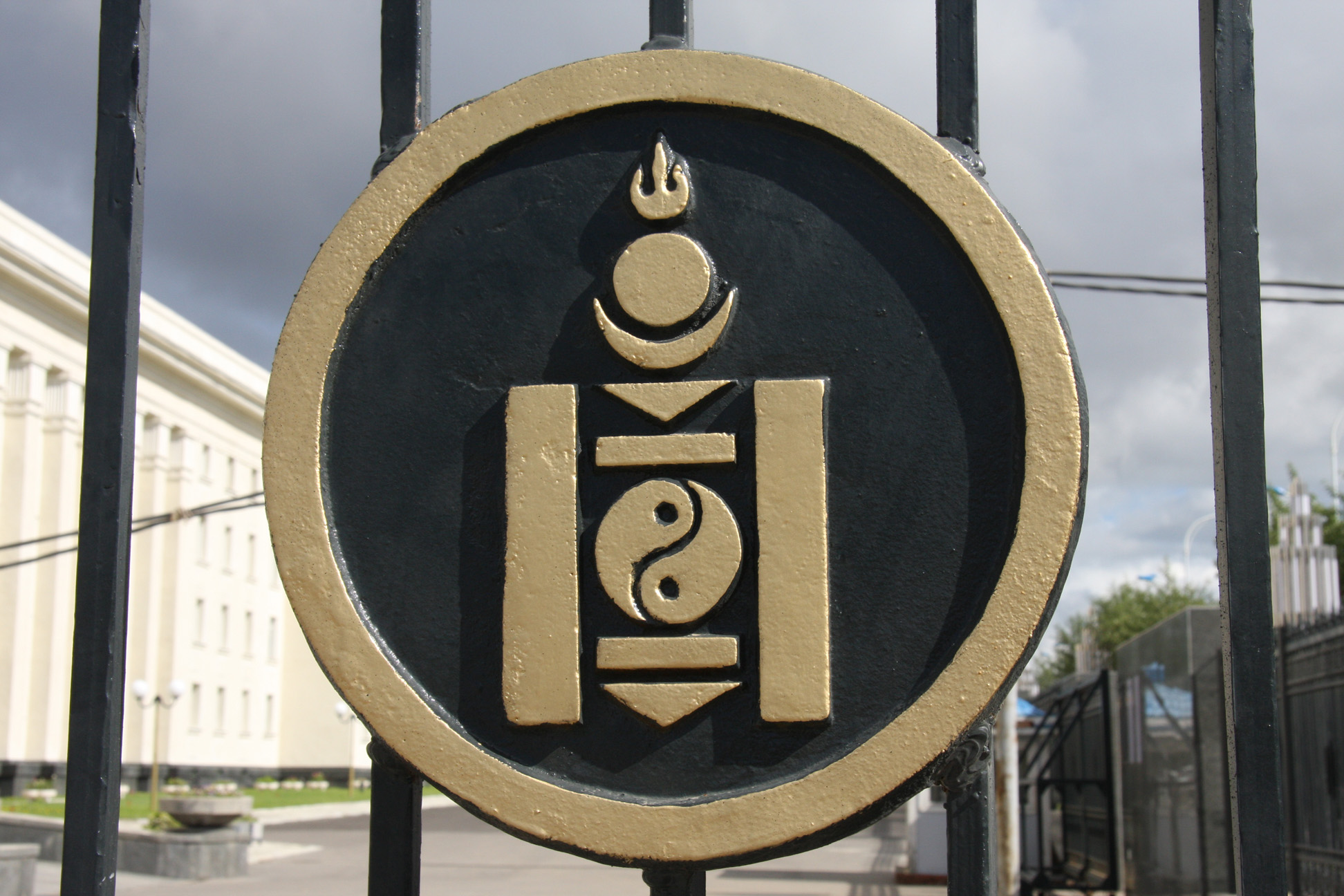
نماد سویومبو روی دروازه کاخ دولت در اولان‌باتور

نماد سویومبو (‎/ˈsɔɪəmboʊ/‎؛ به مغولی: Соёмбо،ᠰᠣᠶᠤᠮᠪᠤ [ˈsʰɔjɞ̆mpɜ]؛ از سانسکریت: svayambhu) یک شخصیت خاص در الفبای سویومبو است که توسط زنابازار در سال ۱۶۸۶ اختراع شد. نام «سویومبو» از سانسکریت svayambhu «خود ساخته» گرفته شده است. این نماد ملی مغولستان است که بر روی پرچم مغولستان، نشان ملی مغولستان و بسیاری از اسناد رسمی دیگر یافت می‌شود.
در الفبای سویومبو، دو تغییر نماد سویومبو برای علامت گذاری شروع و پایان یک متن استفاده می‌شود. تصور می‌شود که ممکن است خود نماد پیش از خط نوشته شود.

## نمادشناسی
سویومبو دارای ده عنصر در آرایش ستونی نمادها و الگوهای انتزاعی و هندسی است. آنها آتش، خورشید، هلال ماه، دو مثلث، دو مستطیل افقی، تایجیتو (یین و یانگ) و دو مستطیل عمودی هستند. عناصر موجود در نماد دارای اهمیت زیر هستند (از بالا):
- آتش نماد کلی رشد، ثروت و موفقیت ابدی است. سه زبانه شعله نشان دهنده گذشته، حال و آینده است.
- خورشید (●) و هلال ماه نمادی از وجود ملت مغولستان برای ابدیت به عنوان آسمان آبی ابدی است. نماد مغولی خورشید، هلال ماه و آتش برگرفته از شیونگ‌نو.
- دو مثلث (▼) به نقطه تیر یا نیزه اشاره دارد. آنها به سمت پایین اشاره می‌کنند تا شکست دشمنان داخلی و خارجی را اعلام کنند.
- دو مستطیل افقی (▬) به شکل گرد ثبات می‌بخشد. شکل مستطیلی نشان‌دهنده صداقت و عدالت مردم مغولستان است، خواه در بالای جامعه باشند یا در پایین جامعه.
- نماد تایجیتو (☯) مکمل متقابل اضداد را نشان می‌دهد. از آن به دو ماهی تعبیر می‌شود که نماد هوشیاری است، زیرا ماهی‌ها هرگز چشمان خود را نمی‌بندند.
- دو مستطیل عمودی (▮) را می‌توان به عنوان دیوارهای یک قلعه تعبیر کرد. آنها نشان دهنده اتحاد و قدرت هستند که به ضرب‌المثلی مغولی مربوط می‌شود: «دوستی دو نفر از دیوارهای سنگی قوی‌تر است.»[۱]

## استفاده‌ها

دو نوع نماد سویومبو

نماد سویومبو از زمان استقلال مغولستان در سال ۱۹۱۱ (به جز میان سال‌های ۱۹۴۰ تا ۱۹۴۵) بر روی پرچم ملی مغولستان ظاهر شده است. از سال ۱۹۱۱ تا ۱۹۴۰ به عنوان نشان ملی مغولستان خدمت کرد و در سال ۱۹۹۲ دوباره در طرح گنجانده شد. خودروهای نیروهای مسلح مغولستان این نماد را به عنوان یک علامت دارند.
این نماد در سراسر کشور به ویژه در دامنه تپه‌ای خارج از اولان‌باتور دیده می‌شود.
پرچم و نشان بوریاتیا و همچنین پرچم آگین-بوریات اوکروگ در روسیه و حزب خلق مغولستان داخلی عناصر برتر (شعله، خورشید و ماه) را به نمایش می‌گذارد.

## یونی‌کد
نماد سویومبو در یونی‌کد موجود است، جایی که در بلوک سویومبو (به نسخه یونیکد ۱۰٫۰ در ژوئن ۲۰۱۷ اضافه شد) به عنوان یک علامت نگارشی خاص اسکریپت کدگذاری شده است:
- U+11A9E 𑪞 soyombo head mark with moon and sun and triple flame, با دو جایگزین کاهش یافته:
- U+11A9F 𑪟 soyombo head mark with moon and sun and flame (حفظ فقط زبان راست شعله بالا) و
- U+11AA0 𑪠 soyombo head mark with moon and sun (با حذف شعله بالا).

این سه علامت سر به همراه دو علامت پایانه مرتبط دیگر قابل استفاده هستند (فقط دو مستطیل عمودی جانبی را نگه می‌دارند و نمادهای مرکزی را جایگزین می‌کنند):
- U+11AA1 𑪡 soyombo terminal mark-1, و
- U+11AA2 𑪢 soyombo terminal mark-2.

## پرچم‌هایی که انواع سویومبو را در خود جای داده‌اند

پرچم مغولستان
پرچم جمهوری بوریاتیا
پرچم منطقه آگین بوریات
پرچم حزب مردم مغولستان داخلی